# Anti-Dühring
(Antonio Labriola, in "Discorrendo di socialismo e filosofia")
La scienza sovvertita del signor Eugen Dühring (Herrn Eugen Dühring's Umwälzung der Wissenschaft) è un saggio di Friedrich Engels del 1878, più comunemente noto come l'Anti-Dühring.

## Genesi dell'opera
Quest'opera è uno dei maggiori contributi di Engels alla diffusione delle teorie del socialismo scientifico. Essa nacque come una confutazione delle teorie del professore berlinese Karl Eugen Dühring, che stavano suscitando grande interesse nella socialdemocrazia tedesca, e si ampliò fino a divenire un'esposizione completa dei fondamenti scientifici e filosofici del marxismo.
Eugen Dühring aveva attirato per la prima volta l'attenzione di Marx ed Engels nel 1868, quando aveva pubblicato sulla rivista Ergänzungsblätter zur Kenntniss der Gegenwart una recensione del primo libro del Capitale. In una serie di lettere (gennaio-marzo 1868) essi giudicavano già Dühring come il predicatore di un socialismo vago, piccolo-borghese e pseudoscientifico.

## Contenuto
Dühring aveva rimproverato a Marx di aver utilizzato nel Capitale la dialettica, giudicandola priva di valore scientifico. Nell'opera Engels risponde che la dialettica hegeliana, una volta rovesciata e fondata su basi reali, è un procedimento rigorosamente scientifico.
La dialettica concepisce la realtà, umana e naturale, come movimento e processo dinamico e per questo è opposta alla metafisica, che coglie solo gli aspetti statici della realtà: Engels definisce questa concezione materialismo dialettico e ne attribuisce la paternità a Marx.
In realtà Engels, pur restando nel solco del ragionamento marxista, allarga il concetto materialista dell'amico e collega - che lo applica solo alla storia - anche alla natura: nell'Anti-Dühring ma soprattutto nella Dialettica della natura egli definirà la dialettica come procedimento secondo cui si sviluppa tutta la realtà sia naturale che sociale, potendo di conseguenza elencare le tre leggi della dialettica della natura (1. della trasformazione della quantità in qualità, 2. della compenetrazione degli opposti, 3. della negazione della negazione).